# 高浜市立高浜小学校
高浜市立高浜小学校（たかはましりつ たかはましょうがっこう）は、愛知県高浜市青木町にある公立小学校である。

## 地理
高浜小学校は高浜市の中心部を学区とする。学区の中央部を名鉄三河線が縦断しており、学区内には三河高浜駅と高浜港駅がある。学区のほぼ中央には高浜市役所がある。学区の南部には高浜消防署やJAあいち中央高浜支店があり、学区の北部にはおまんと祭りで知られる春日神社がある。

## 歴史

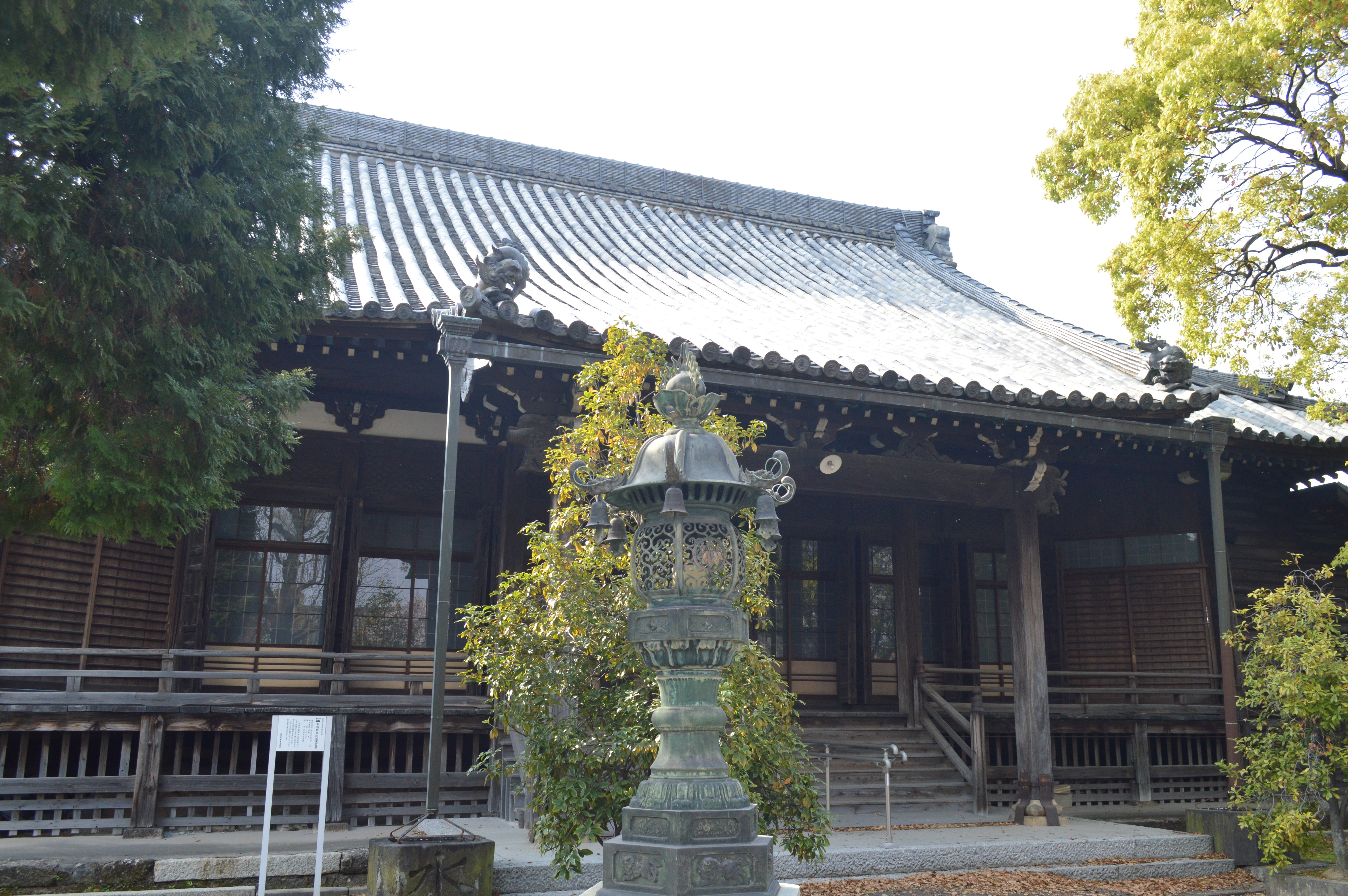
恩任寺

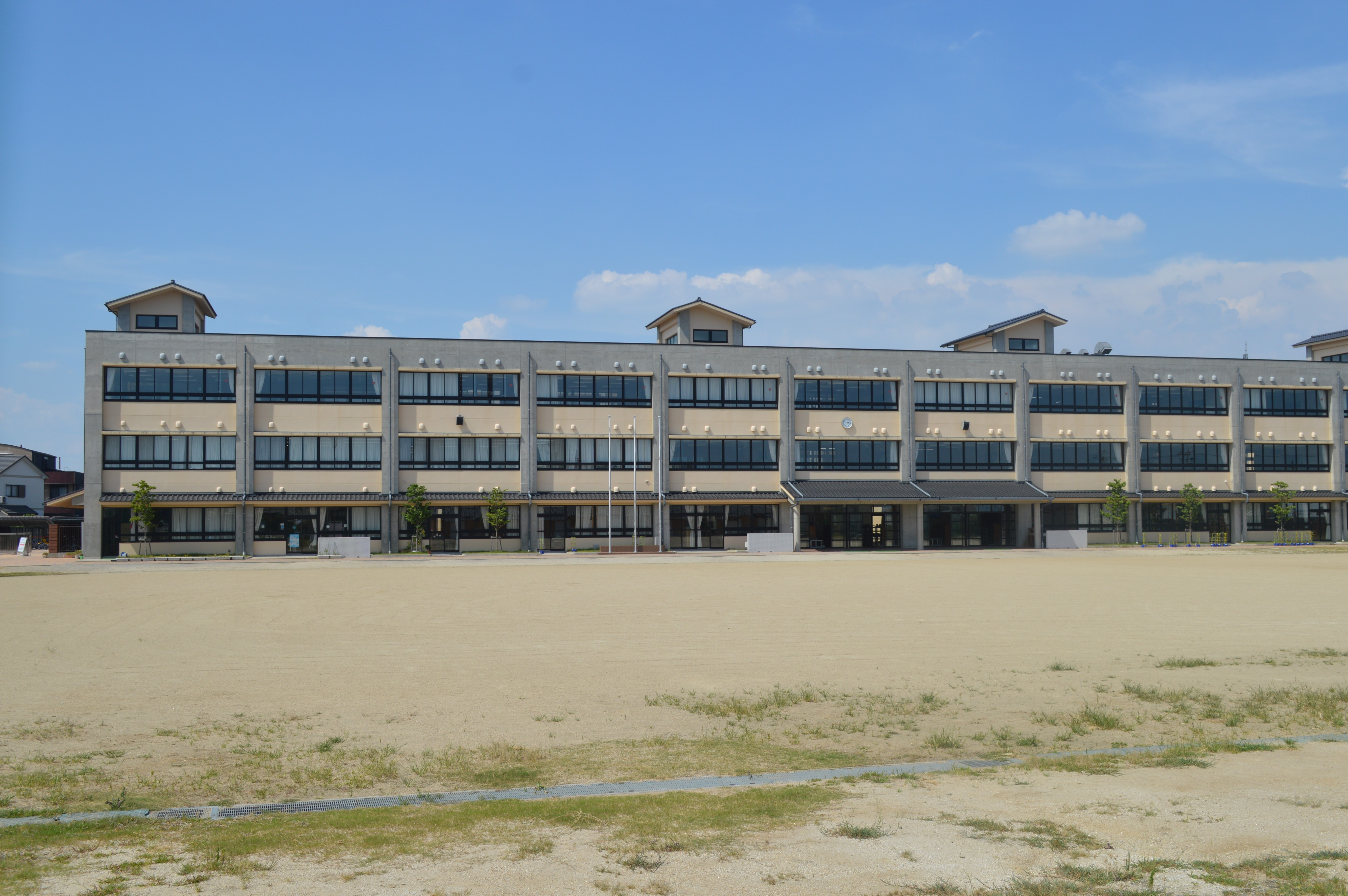
グラウンドと校舎

江戸時代から明治初期、高浜村には数カ所の寺子屋があったとされる。1872年（明治5年）に学制が発布されると、恩任寺に高浜郷学校が創立された。
昭和30年代までの高浜小学校は愛知県でも有数のマンモス校であり、1947年（昭和22年）の児童数は1620人、1957年（昭和32年）の児童数は2033人、1967年（昭和42年）の児童数は1635人、1977年（昭和52年）の児童数は1324人を数えた。1976年（昭和51年）には高浜市立港小学校が開校し、また高浜市は学区の調整を行ったため、その後は落ち着いている。オーストラリアのインガム小学校と姉妹校提携を結んでおり、手紙や児童作品の交換を通じた交流を行っている。

### 年表
- 1873年（明治6年）6月28日 - 恩任寺に高浜郷学校として創立[1][2]。
- 1874年（明治7年）6月28日 - 第61番小学高浜学校として創立式を挙行[2]。
- 1941年（昭和16年） -  高浜町立高浜国民学校に改称。
- 1947年（昭和22年） - 高浜町立高浜小学校に改称。
- 1960年（昭和35年） - 当時としては珍しい鉄筋コンクリート造3階建ての校舎が竣工[2]。
- 1970年（昭和45年）4月1日 - 市制施行に伴って高浜市立高浜小学校に改称。
- 2019年（平成31年）4月 - 高浜市地域交流施設たかぴあが部分開館。

### 児童数の変遷
『愛知県小中学校誌』（2018年）によると、児童数の変遷は以下の通りである。
| 1947年（昭和22年） | 1620人 |  |
| 1957年（昭和32年） | 2033人 |  |
| 1967年（昭和42年） | 1635人 |  |
| 1977年（昭和52年） | 1324人 |  |
| 1987年（昭和62年） | 922人  |  |
| 1997年（平成9年）  | 632人  |  |
| 2007年（平成19年） | 640人  |  |
| 2017年（平成29年） | 618人  |  |

## 著名な出身者
- 戸田懐生 - プロ野球選手。